# Free Birds – Esst uns an einem anderen Tag
Free Birds – Esst uns an einem anderen Tag (Originaltitel: Free Birds) ist ein computeranimierter Kinofilm aus dem Jahr 2013, der von Reel FX Creative Studios produziert wurde. Regie führte Jimmy Hayward.

## Handlung
Der Truthahn Reggie möchte die anderen Truthähne seiner Schar warnen, da Thanksgiving bevorsteht. Er wird jedoch verstoßen und wird glücklicherweise von den Menschen begnadigt. Er wird dann von dem Truthahn Jake entführt, der den Auftrag eines mysteriösen „Super-Puters“ ausführen will. Gemeinsam gelangen sie in ein geheimes Bauwerk der US-Regierung, die erstmals ein Zeitmaschinen-Experiment durchführen will. Sie gelangen ins innere der Zeitmaschine und lassen sich ins Jahr 1621, dem Ursprungsjahr des Thanksgiving teleportieren.
Nach einer bizarren Jagd können Jake und Reggie die Sprengstoffe der Jäger, die die Truthähne jagen, in die Luft sprengen. Der gerissene Fiesling Dynamite-Joe sinnt jedoch nach Rache und kann das Versteck der Truthähne ausfindig machen. Nachdem das Versteck ausgeräuchert wurde greifen die Truthähne das Fort der Menschen an, wobei Dynamite-Joe weggeschleudert wird. Der mit seiner Zeitmaschine auftauchende Reggie bietet nun den Menschen die völlig unbekannte Speise Pizza als Essen an und kann die Truthähne für immer befreien. Auch erklärt er seinem Kumpel, dass er damals jener „Super-Puter“ war, da er zu ihm in die Vergangenheit gereist war.

## Synchronisation
Die deutschsprachige Synchronisation entstand bei der FFS Film- & Fernseh-Synchron nach einem Dialogbuch von Tobias Neumann unter der Dialogregie von Benedikt Rabanus.
| Rolle                     | Originalsprecher | Deutscher Sprecher |
| ------------------------- | ---------------- | ------------------ |
| Reggie                    | Owen Wilson      | Rick Kavanian      |
| Jake                      | Woody Harrelson  | Christian Tramitz  |
| Jenny                     | Amy Poehler      | Nora Tschirner     |
| S.T.E.V.E.                | George Takei     | Oliver Kalkofe     |
| Dynamite Joe              | Colm Meaney      | Thomas Fritsch     |
| Amos                      | Carlos Alazraqui | Jorge Gonzalez     |
| Berlustoni                | Dan Fogler       | Sante de Santis    |
| Leatherbeak/Lederschnabel | Jimmy Hayward    | Tobias Meister     |

## Rezeption
Free Birds wurde von Kritikern schwach bewertet. Von 91 ausgewerteten Kritikern bei Rotten Tomatoes erhielt der Film lediglich 20 % positive Bewertungen. Bei einem Produktionsbudget von ca. 55 Mio. US-Dollar und einem weltweiten Einspielergebnis von 110 Mio. US-Dollar war der Film kommerziell aber ein Erfolg.